# 2035 Stearns
A 2035 Stearns (ideiglenes jelöléssel 1973 SC) egy marsközeli kisbolygó. James B. Gibson fedezte fel 1973. szeptember 21-én.